# Svarttjärnen (Offerdals socken, Jämtland, 703676-142743)
Svarttjärnen är en sjö i Krokoms kommun i Jämtland och ingår i Indalsälvens huvudavrinningsområde.